# Llúdria del Cap
La llúdria del Cap (Aonyx capensis) és una espècie de mamífer de la subfamília de les llúdries que viu al llarg dels cursos d'aigua de l'Àfrica subsahariana.
Si se'n compta la cua, pot superar un metre de llargada. Les potes anteriors són similars a mans. Com que no tenen urpes, són aptes per agafar i manipular objectes, particularment preses com ara peixos i altres animals aquàtics petits. Viu en petits grups familiars.